# Alanson (Michigan)
Pour les articles homonymes, voir Alanson.
Alanson est un village du comté d'Emmet, dans l'État du Michigan, aux États-Unis. En 2020, il comptait une population de 778 habitants.